# Refrigeración líquida (informática)

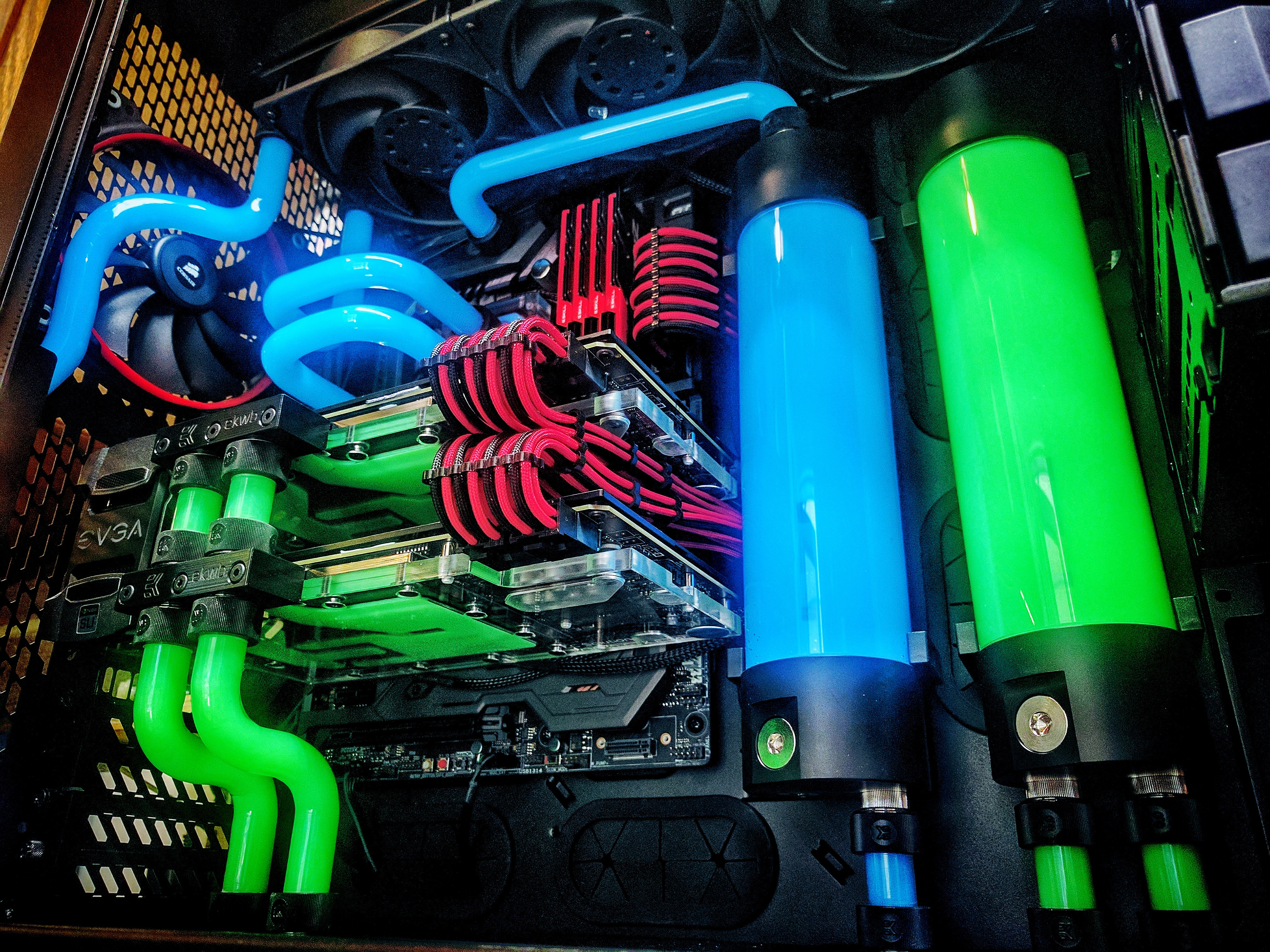
Interior de un computador personal (PC) con refrigeración líquida.

La refrigeración líquida o watercooling es una técnica de enfriamiento que utiliza líquido refrigerante como medio refrigerante, logrando así excelentes resultados en la disminución de temperaturas. Conlleva enormes posibilidades de overclock. Se suele diseñar con circuitos de agua estancos.
El agua, y cualquier líquido refrigerante, tiene mayor capacidad térmica que el aire. Aprovechando este principio, un circuito de refrigeración líquida disipa el calor generado en los componentes del PC usando el agua como fluido refrigerante, enfriándola en un radiador con ventiladores que está en contacto con el exterior de la caja, expulsando el calor fuera de esta.

## Funcionamiento
El líquido refrigerante (agua o una mezcla de esta con otros compuestos) se almacena en un depósito. Una bomba se encarga de impulsarlo a presión para hacerlo pasar por los distintos bloques (el del procesador, el del chipset, el de la tarjeta gráfica, el del disco duro, etc.).
Una vez que el líquido ha pasado por todos los bloques, llega al radiador, que suele tener ventiladores cuyo caudal de aire enfría el líquido circulante.
Tras haber sido enfriado el líquido en el radiador, llega de nuevo al depósito, para volver a iniciar el recorrido, formando así un circuito cerrado de refrigeración.
Observamos pues que un circuito de refrigeración líquida debe contar con varios componentes básicos: Circuito de agua o conjunto de tubos por los que fluye el líquido refrigerante, incluyendo un depósito. Bloque(s) de agua, generalmente de cobre o aluminio, semejante a un pequeño radiador donde el componente caliente transmite el calor al líquido refrigerante.  Bomba que genera la circulación del líquido. Radiador en donde el líquido, circulando por tubos muy finos, es enfriado gracias al caudal de aire generado por ventiladores. 
En caso de querer refrigeración extrema, es conveniente emplear placas peltier.
Con estos sistemas se consigue enfriar el ordenador en su conjunto ya que a diferencia de los sistemas tradicionales no se disipa el calor dentro del chasis. Además ha quedado probada su eficacia frente a otros sistemas, generalmente más ruidosos aunque más baratos, que usan el aire como medio de disipación.

## Elementos de la refrigeración líquida
Se puede montar un circuito de refrigeración líquida por piezas o por kits; aunque la mayoría suele optar por montarlo pieza a pieza, ya que los kits no suelen satisfacer a los overclockers y modders, que suelen ser quienes compran estos sistemas y los montan en sus equipos informáticos. La marca de los componentes suele influir mucho, especialmente por cuestiones relacionadas con el diseño de los componentes y los materiales utilizados.
- Bloque para circuito integrado auxiliar: este bloque se encarga de refrigerar los circuitos integrados que entrelazan entre sí los elementos de la placa base

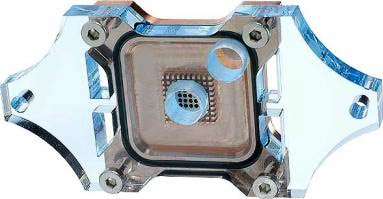
Bloque de microprocesador.

- Bloque para microprocesador: este bloque se encarga de refrigerar el microprocesador, lo que facilita subir su reloj y voltaje para, de esa manera, aumentar su rendimiento. Actualmente existen bloques para casi cualquier microprocesador de AMD y de Intel. A la derecha se puede ver una fotografía de un bloque de este tipo.

- Bloque para disco duro:  este bloque se encarga de refrigerar el disco duro, componente que suele producir bastante calor conforme va envejeciendo, lo que puede causar fallos de lectura o escritura y, por tanto, pérdida de datos.

- Bloque para tarjeta gráfica: este bloque se encarga de refrigerar el circuito integrado de la tarjeta gráfica. De este modo se facilita la subida de su reloj y voltaje para aumentar el rendimiento. Después del bloque de microprocesador, suele ser el más utilizado, aunque no está disponible para todos los modelos de chip ni de tarjeta gráfica.

- Pasta térmica: se utiliza para incrementar la conducción de calor generado por los dispositivos, como procesadores y circuitos auxiliares.

- Bomba hidráulica: su principal función es impulsar el líquido refrigerante. Aunque existen muchos modelos y fabricantes (incluso se puede utilizar la bomba de un acuario) hoy en día suelen usarse sólo los modelos de unas pocas marcas.

- Depósito: este elemento contiene las reservas de líquido para compensar las pérdidas; además puede desempeñar una función refrigerante. Existen los depósitos comerciales, pero también existe la posibilidad de fabricar un depósito casero.

- Radiador: en este elemento se disipa el calor del líquido refrigerante.

Los circuitos de refrigeración líquida pueden clasificarse según esta tabla:
| Pasivos                                                          | Con ventiladores de 120 mm de diámetro  | Con ventiladores de 120 mm de diámetro  | Con ventiladores de 80 mm de diámetro | Con ventiladores de 80 mm de diámetro |
| Carecen de ventiladores con lo que se eliminan todos los ruidos. | Son más finos pero ocupan un área mayor | Son más finos pero ocupan un área mayor | Son más gruesos pero más compactos    | Son más gruesos pero más compactos    |
| Carecen de ventiladores con lo que se eliminan todos los ruidos. | Simples                                 | Dobles                                  | Dobles                                | Triples                               |
| Carecen de ventiladores con lo que se eliminan todos los ruidos. | Sólo disponen de un ventilador          | Disponen de dos ventiladores            | Disponen de dos ventiladores          | Disponen de tres ventiladores         |

- Kits: contienen los elementos básicos de una refrigeración líquida, una bomba, un radiador, los tubos conductores y un bloque para el microprocesador, en ocasiones también incluyen otros bloques adicionales.

## Refrigeración por aceite
Otra variante de este sistema de enfriamiento consiste en utilizar aceite en vez de agua. Dado que el aceite común no conduce la electricidad, algunos usuarios han probado con éxito la técnica de sumergir la placa base por completo en un recipiente previamente lleno de aceite mineral, y luego hacer que este circule por un radiador de refrigeración por agua normal.
Con este sistema se logra aislar la placa de elementos externos potencialmente perjudiciales, tales como la acumulación de polvo o humedad. Las desventajas obvias son las que derivan de mantener el computador o sus componentes principales sumergidos en un recipiente lleno de líquido, como degradación de los condensadores de los circuitos por la paulatina penetración del líquido en ellos.
En pruebas prolongadas en donde se mantuvo sumergida una placa socket 478 con un procesador Pentium 4 a 3,2 GHz durante un mes, y luego fue extraído del líquido y montada en un chasis común, el equipo se mantuvo funcionando sin problemas más de un año.
Cabe recordar que dicho sistema de enfriamiento es usado desde hace décadas en los transformadores eléctricos y otros dispositivos. Su uso en materia computacional es mayormente experimental y artesanal, por lo general promovido por entusiastas de la computación que exploran nuevas alternativas. Sin embargo el computador Apple PowerMac G5 es un ejemplo de una implementación comercial de este sistema de refrigeración.
Una forma de aplicación sencilla de la refrigeración por aceite es la sustitución del agua por aceite en un sistema de watercooling tradicional, añadiendo un radiador de mayor capacidad.
También se puede implementar un sistema de refrigeración de este tipo ocupando una caja hermética llena del líquido dieléctrico (aceite o líquido que no conduce la electricidad, especialmente diseñado para estos propósitos) en el cual se sumergen todos los elementos del PC a excepción de los discos duros. Esto permite que el contacto directo entre el líquido y los componentes calientes como el procesador, GPU, etc., disipen el calor a él y luego éste, en contacto con las paredes de la caja y, por ende, al aire externo, transfiera finalmente el calor al ambiente. Este método a veces es llamado "pasivo" ya que no requiere de ningún tipo de bomba o ventiladores, aunque puede ser mejorado con algún mecanismo que remueva el líquido dentro del gabinete y favorezca una distribución más homogénea de la temperatura.
Una forma más compleja es la de sumergir la placa en un acuario o recipiente lleno de aceite mineral, y luego instalar un sistema de watercooling que haga circular el aceite por un radiador para la disipación del calor que va intercambiando con los componentes sumergidos.
Entre las ventajas de la refrigeración con aceite se cuentan:
- El medio refrigerante es económico y fácil de obtener.
- Se mantienen los principales elementos del computador aislados del medio circundante, evitando la exposición al polvo y la humedad.
- Dependiendo del diseño elegido, se pueden crear sistemas de gran impacto visual.
- El líquido disipa el calor acumulado en toda la placa base, y no solo el calor acumulado en algunos puntos específicos.
- Dicho sistema logra una temperatura en torno a los 21 °C. lo cual es ideal para un muy buen funcionamiento de los microprocesadores.